# 1554 год
1554 (ты́сяча пятьсо́т пятьдеся́т четвёртый) год  по юлианскому календарю — невисокосный год, начинающийся в понедельник. Это 1554 год нашей эры, 4‑й год 6‑го десятилетия XVI века 2‑го тысячелетия, 5‑й год 1550‑х годов. Он закончился 471 год назад.
| Пн | Вт | Ср | Чт | Пт | Сб | Вс |
| 1  | 2  | 3  | 4  | 5  | 6  | 7  |
| 8  | 9  | 10 | 11 | 12 | 13 | 14 |
| 15 | 16 | 17 | 18 | 19 | 20 | 21 |
| 22 | 23 | 24 | 25 | 26 | 27 | 28 |
| 29 | 30 | 31 |    |    |    |    |

| Пн | Вт | Ср | Чт | Пт | Сб | Вс |
|    |    |    | 1  | 2  | 3  | 4  |
| 5  | 6  | 7  | 8  | 9  | 10 | 11 |
| 12 | 13 | 14 | 15 | 16 | 17 | 18 |
| 19 | 20 | 21 | 22 | 23 | 24 | 25 |
| 26 | 27 | 28 |    |    |    |    |

| Пн | Вт | Ср | Чт | Пт | Сб | Вс |
|    |    |    | 1  | 2  | 3  | 4  |
| 5  | 6  | 7  | 8  | 9  | 10 | 11 |
| 12 | 13 | 14 | 15 | 16 | 17 | 18 |
| 19 | 20 | 21 | 22 | 23 | 24 | 25 |
| 26 | 27 | 28 | 29 | 30 | 31 |    |

| Пн | Вт | Ср | Чт | Пт | Сб | Вс |
|    |    |    |    |    |    | 1  |
| 2  | 3  | 4  | 5  | 6  | 7  | 8  |
| 9  | 10 | 11 | 12 | 13 | 14 | 15 |
| 16 | 17 | 18 | 19 | 20 | 21 | 22 |
| 23 | 24 | 25 | 26 | 27 | 28 | 29 |
| 30 |    |    |    |    |    |    |

| Пн | Вт | Ср | Чт | Пт | Сб | Вс |
|    | 1  | 2  | 3  | 4  | 5  | 6  |
| 7  | 8  | 9  | 10 | 11 | 12 | 13 |
| 14 | 15 | 16 | 17 | 18 | 19 | 20 |
| 21 | 22 | 23 | 24 | 25 | 26 | 27 |
| 28 | 29 | 30 | 31 |    |    |    |

| Пн | Вт | Ср | Чт | Пт | Сб | Вс |
|    |    |    |    | 1  | 2  | 3  |
| 4  | 5  | 6  | 7  | 8  | 9  | 10 |
| 11 | 12 | 13 | 14 | 15 | 16 | 17 |
| 18 | 19 | 20 | 21 | 22 | 23 | 24 |
| 25 | 26 | 27 | 28 | 29 | 30 |    |

| Пн | Вт | Ср | Чт | Пт | Сб | Вс |
|    |    |    |    |    |    | 1  |
| 2  | 3  | 4  | 5  | 6  | 7  | 8  |
| 9  | 10 | 11 | 12 | 13 | 14 | 15 |
| 16 | 17 | 18 | 19 | 20 | 21 | 22 |
| 23 | 24 | 25 | 26 | 27 | 28 | 29 |
| 30 | 31 |    |    |    |    |    |

| Пн | Вт | Ср | Чт | Пт | Сб | Вс |
|    |    | 1  | 2  | 3  | 4  | 5  |
| 6  | 7  | 8  | 9  | 10 | 11 | 12 |
| 13 | 14 | 15 | 16 | 17 | 18 | 19 |
| 20 | 21 | 22 | 23 | 24 | 25 | 26 |
| 27 | 28 | 29 | 30 | 31 |    |    |

| Пн | Вт | Ср | Чт | Пт | Сб | Вс |
|    |    |    |    |    | 1  | 2  |
| 3  | 4  | 5  | 6  | 7  | 8  | 9  |
| 10 | 11 | 12 | 13 | 14 | 15 | 16 |
| 17 | 18 | 19 | 20 | 21 | 22 | 23 |
| 24 | 25 | 26 | 27 | 28 | 29 | 30 |

| Пн | Вт | Ср | Чт | Пт | Сб | Вс |
| 1  | 2  | 3  | 4  | 5  | 6  | 7  |
| 8  | 9  | 10 | 11 | 12 | 13 | 14 |
| 15 | 16 | 17 | 18 | 19 | 20 | 21 |
| 22 | 23 | 24 | 25 | 26 | 27 | 28 |
| 29 | 30 | 31 |    |    |    |    |

| Пн | Вт | Ср | Чт | Пт | Сб | Вс |
|    |    |    | 1  | 2  | 3  | 4  |
| 5  | 6  | 7  | 8  | 9  | 10 | 11 |
| 12 | 13 | 14 | 15 | 16 | 17 | 18 |
| 19 | 20 | 21 | 22 | 23 | 24 | 25 |
| 26 | 27 | 28 | 29 | 30 |    |    |

| Пн | Вт | Ср | Чт | Пт | Сб | Вс |
|    |    |    |    |    | 1  | 2  |
| 3  | 4  | 5  | 6  | 7  | 8  | 9  |
| 10 | 11 | 12 | 13 | 14 | 15 | 16 |
| 17 | 18 | 19 | 20 | 21 | 22 | 23 |
| 24 | 25 | 26 | 27 | 28 | 29 | 30 |
| 31 |    |    |    |    |    |    |

## События
- 1493—1593 — Столетняя хорватско-османская война. Серия вооружённых конфликтов между Королевством Хорватия и Османской империей[1].
- 1507—1622 — Португало-персидская война. Ряд вооружённых конфликтов между колониалистской Португалией и вассальным Ормузом, с одной стороны, и Сефевидской империей, поддерживаемой англичанами, с другой[2].
- 1511—1641 — Малайско-португальская война. Вооружённый конфликт XVI-XVII веков, в котором Малаккский султанат при поддержке империи Мин, Голландской Ост-Индской компании (с 1607) и Джохора безуспешно сопротивлялся Португальской империи, стремившейся захватить Малакку и установить контроль над торговлей между Индией и Китаем[3].
- 1514—1555 — Турецко-персидская война[4].
- 1538—1557 — Португало-турецкая война[5].
  - 25 августа — морской бой в Оманском заливе[6].
- 1545—1563 — Тридентский собор католической церкви. Утвердил догматы о первородном грехе, чистилище. Один из важнейших соборов в истории Католической церкви. Собрался, чтобы дать ответ движению Реформации. Считается отправной точкой Контрреформации[7].
- 1551—1562 — Австро—турецкая война[8].
- 1551—1559 — Итальянская война[9].
  - 2 августа — битва при Марчано. В результате этого сражения прекратила своё существование Сиенская республика, поглощённая Флорентийским герцогством[10].
  - 13 августа — битва при Ранти[11].
- 1552—1554 — закончилась Вторая маркграфская война[12].
- 1552—1558 — военный вождь арауканов Кауполикан объединил разрозненные группы индейцев в южной части Чили, оказавшие стойкое сопротивление испанцам.
- 1553—1555 — Сиенская война. Борьба Сиенской республики за независимость при поддержке Франции против имперско-флорентийских сил в ходе Итальянской войны (1551-1559)[13].
- 1553—1559 — Французское завоевание Корсики[14].
- 1554—1555 — начался поход султана Сулеймана против Сефевидов[15].
- 1554—1557 — Поход шаха Тахмаспа в Картли и Кахетию[16].
- 25 января — в день Святого Павла на юго-востоке Бразилии, в долине реки Тиете, португальскими иезуитами был основан город Сан-Паулу[17].
- Восстание Уайатта на юго-западе Англии под лозунгом защиты страны от испанцев[18]. 
  - 7 февраля — восстание подавлено.
- Весна — армия Сулеймана заняла Нахичевань.
- Неудачная попытка Густава Ваза вторгнуться в Карелию.
- На ландтаге в Валмиере провозглашена свобода вероисповедания для лютеран в Ливонии.
- Окончательное присоединение Алжира к Турции.
  - Победа шерифов над алжирцами. Взятие Феса. Падение династии Маринидов.
- Торговля с португальцами возобновилась в Китае, им разрешено селиться в Макао, где они создали торговую колонию (до 1000 человек).
- Датско—ливонские переговоры, на которых обсуждались претензии Дании на Ливонию[19].

### Ногайская Орда
- В борьбе за власть, между ногайскими беими Юсуфом и Исмаилом разразился открытый конфликт в результате которого был убит Юсуф[20].
- 1554—1555 — Исмаил первый раз становится бием Ногайской Орды, который правил от имени некого подставного хана Ибиша[20].
- Между сторонниками Юсуфа и Исмаила разразилась междоусобная война. Столкновения отличались ожесточённостью и массовым истреблением соперников. В следствии этого многие нагаи откочевали в Крымское и Казанское ханства[20].
- В результате междоусобной войны возникла Малая Ногайская Орда (Северный Кавказ)[20].

## Русское государство
Царствование: 1533—1584 — Иван IV Васильевич Грозный
- 1552—1557 — Первая черемисская война[21].
- 1554—1557 — Русско-шведская война[19].
- Конец 1553—начало 1554 — подавлено выступление жителей Луговой стороны бывшего Казанского ханства[22].
- Январь — церковный собор осудил Висковатого Ивана Михайловича за широкое распространение критических взглядов, на него наложена 3-х летняя епитимья[23].
- Январь — А.Ф. Адашев и И.М. Висковатый заключили с Темиром, послом Исмаила, предложившим в 1553 году помощь в покорении Астрахани, договор, по которому русские войска должны были изгнать из Астрахани крымского ставленника хана Ямгурчи, и посадить на престол изгнанного в 1539 году Дервиш-Али. Сам Исмаил признавал власть русского царя и обязался выступить против своего брата, бия Ногайской Орды — Юсуфа[24].
- 28 марта — у Ивана Грозного в Александровой слободе родился сын царевич Иван Иванович, который становится наследником престола[25].
- 15 апреля — крещение царевича Ивана Ивановича митрополитом Макарием[26].
- Май — Иван Грозный накладывает на Владимира Старицкого прежние ограничения, особенно детализированы его обязательства в отношении наследника и царицы-матери (в случае смерти царя). Как один из опекунов он был обязан согласовывать свои действия с царицей. Кроме того не имел права держать в своём дворе в Кремле более 108 человек, включая обслугу[27].
- Весна — Иван Грозный поручает А.Ф. Адашеву и дьяку И.М. Висковатому вести переговоры с ливонскими послами о не выплаченной дани и о продолжении перемирия[26].
- Договор Русского царства и Ливонии. Ливония обязалась не вступать в союз с Польшей и Литвой и уплачивать подать с Тартуского епископства. Выплатить дань по немецкой гривне с головы, предоставить русским купцам право свободной торговли и пропускать без задержки иностранцев, пожелавших служить русскому царю[19][26].
- Середина года — Иван Грозный за попытку бежать в ВКЛ судит князей Ростовских[26].
- Веста — лето — 1-й Астраханский поход московских войск на Астраханское ханство, которое представляло угрозу южным границам Русского государства[24][26]. 
  - 29 июня — русское войско под руководством Ю.И. Пронского-Шемякина достигло район Переволоки между реками Волга и Дон[24].
  - 2 июля — русское войско без боя вошло в Астрахань. Хан Ямгурчи бежал к Азову. Астраханским ханом становится Дервиш-Али, с которым был заключён Астраханский мир[24].
  - 9 июля — заключён Астраханский мир[28].
  - 29 августа — Государь получает сеунч от Юрия Ивановича Шемякина-Пронского о взятии Астрахани, подписании мирного договора и о присяге на верность астраханского хана Дервиш-Алея[26].
  - Русские воеводы отпустили всех астраханских пленных и взяв русских невольников и "цариц" свергнутого хана, вернулись в Москву, оставив в городе блюсти интересы страны воеводу П.Д. Тургенева[24].
- Октябрь — Владимир Старицкий принимает царя в своём селе Городня[27].
- Заволжский старец, один из виднейших идеологов нестяжательства, писатель Артемий, последователь Нила Сорского был осуждён церковным собором, как еретик и сослан в заточении в Соловецкий монастырь, откуда бежал в ВКЛ[29].
- Русско — ливонский торговый договор, который давал широкие права и привилегии русскому купечеству[19].
- Посольство ВКЛ в Москве[23].
- Боярская комиссия расследует дело князей Ростовских[22].
- Пожалованы боярством: Морозов Пётр Васильевич (ум. 1580), и Воронцов Иван Михайлович (ум. 1567)[30].
- 1554— 1555 — беки Тайбугиды, в борьбе за Сибирь (Сибирское ханство) обратились за военной помощью к Ивану Грозному. Царь повелел считать Тайбугидов своими данниками и обещал оказать военную поддержку. От имени русского царя беки получили ярлык на "княжение", в их владения был назначен наместник—даруга, была определена ежегодная дань. Однако из-за географической отдалённости и начавшейся вскоре Ливонской войны, русское правительство помощь не оказало[31].
- Пожалованы окольничеством: Алферьев Иван Васильевич, Хворостинин Иван Дмитриевич[32].
- На службу великому князю выехали родоначальники дворянских родов: Безсоновы, Авдеевы, Богдановичи[33].
- Местничество:
  - Прозоровский Михаил Фёдорович и Стригин-Оболенский И. А[34].
  - Кашин-Оболенский Фёдор Иванович и Хилков Дмитрий Иванович[34].

- Иван Грозный делает вклад пелену шитую жемчугом в Кирилло-Белозерский монастырь[35].
- Впервые в Никоновской летописи упоминается город Уржум (Оржум), в связи с походом русских воевод в "Арские места" на территории бывшего Казанского ханства[36].

### Руководители приказов
| Года      | Приказ           | Ф,И,О главы                | Примечания |
| --------- | ---------------- | -------------------------- | ---------- |
| 1549-1561 | Посольского дела | Висковатов Иван Михайлович |            |
|           |                  |                            |            |
|           |                  |                            |            |

## Начало правления
См. также: Список глав государств в 1554 году
- 1554—1556 — Дервиш-Али, с помощью русских войск, вновь (первый раз в 1537—1539) занял престол Астраханского ханства[37].

## Наука и искусство
- 1554—1557 — Лютеранский епископ Або Михаил Агрикола (ок. 1510 — 1557), перевёл Евангелие и букварь на финский язык.

## Родились

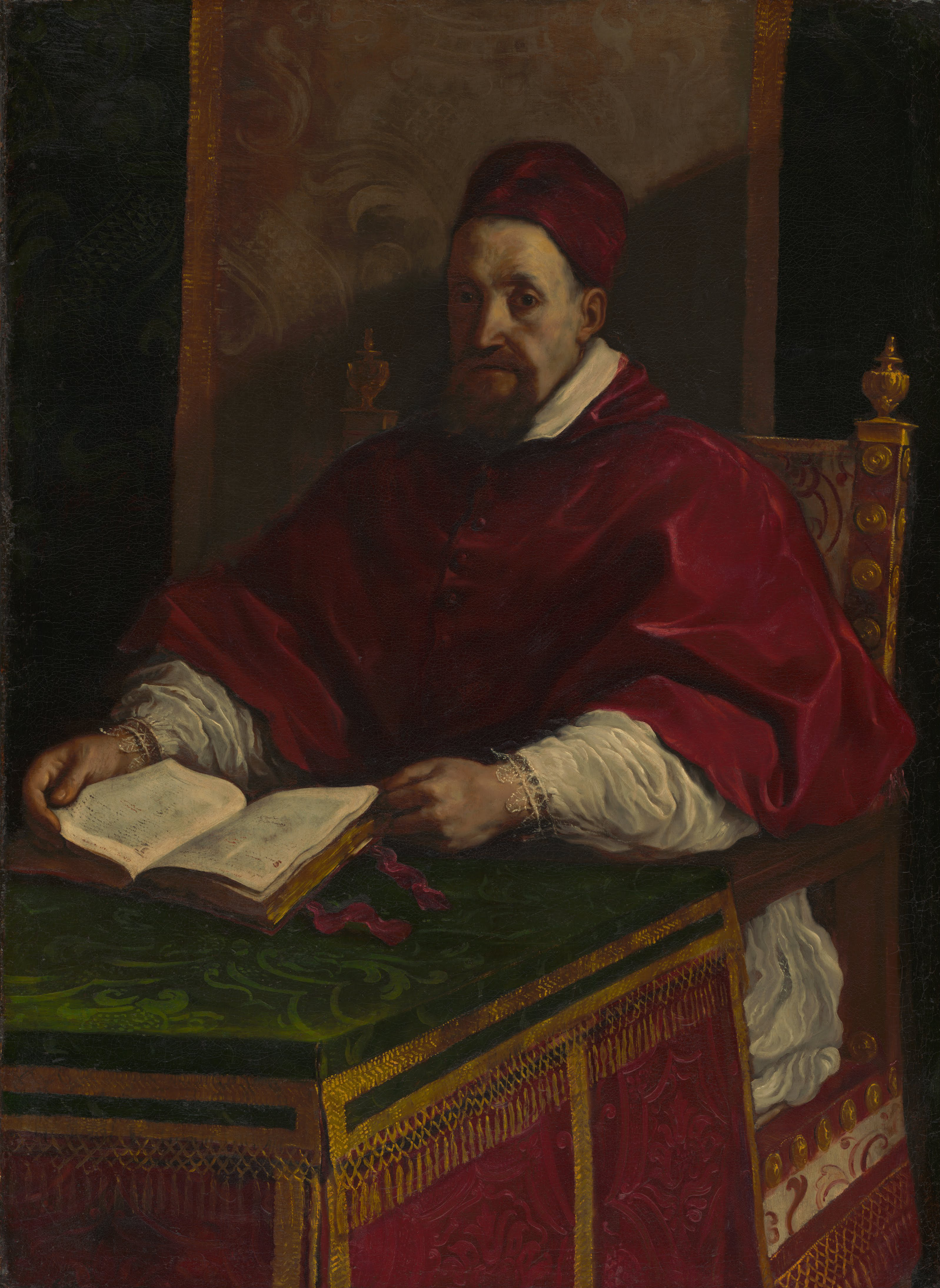
Изображение папы римского Григория XV

См. также: Категория:Родившиеся в 1554 году
- Балашши, Балинт — венгерский воин, поэт, переводчик, основатель венгерской лирической поэзии. Писал на венгерском, словацком и турецком языках.
- Григорий XV — папа римский с 9 февраля 1621 г. по 8 июля 1623 г.
- Елизавета Австрийская — королева Франции, жена короля Франции Карла IX.
- Себастьян I — король Португалии и Алгарве из Ависской династии.
- Сидни, Филип — английский поэт и общественный деятель елизаветинской эпохи.
- Луис де ла Пуэнте — испанский  духовный писатель.
- Хукер, Ричард — англиканский священник и влиятельный богослов[38], один из основоположников (вместе с Томасом Кранмером и Мэтью Паркером) англиканской богословской мысли.

## Скончались

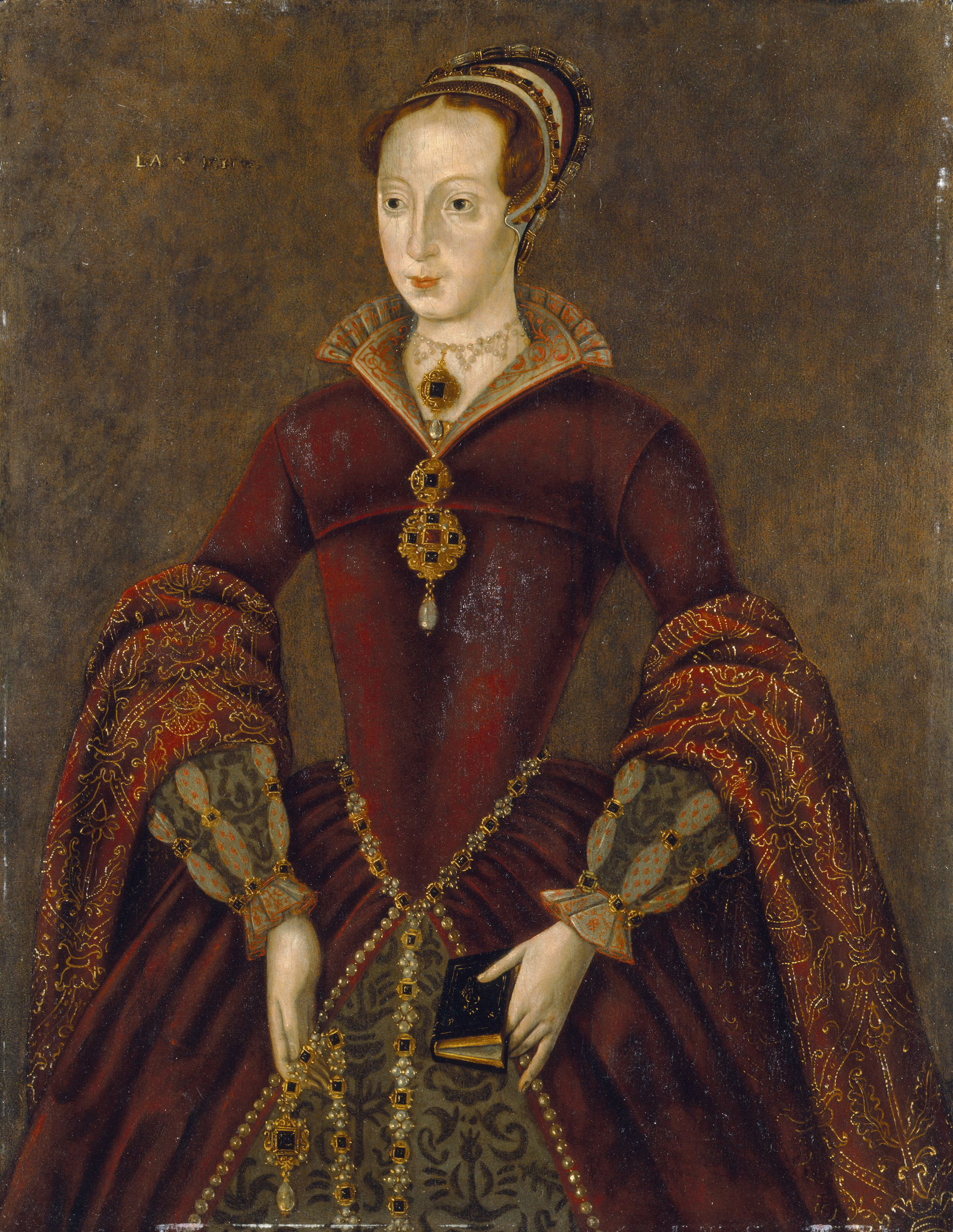
Изображение «девятидневной королевы» Джейн Грей

См. также: Категория:Умершие в 1554 году
- Бок, Иероним — немецкий ботаник, врач и лютеранский проповедник[39].
- Васкес де Коронадо, Франсиско — первый европеец, в поисках баснословных «семи городов Сиволы» посетивший юго-запад современных США и открывший, среди прочего, Скалистые горы и Большой каньон.
- Генри Грей, 1-й герцог Саффолк — английский дворянин, государственный деятель при Тюдорах. Отец Катерины, Марии и Джейн, известной как «Девятидневная королева».
- Гилфорд Дадли — супруг леди Джейн Грей, английской королевы, правившей всего 9 дней.
- Говард, Томас, 3-й герцог Норфолк — английский государственный и военный деятель, дядя двух жён Генриха VIII — Анны Болейн и Екатерины Говард, отец поэта Генри, графа Суррея.
- Джейн Грей — королева Англии с 10 июля 1553 года по 19 июля 1553 года («королева на девять дней»). Казнена 12 февраля по обвинению в захвате власти.
- Жуан Мануэл — инфант Португалии.
- Иоганн-Фридрих Великодушный — курфюрст саксонский с 1532 по 1547 год из династии Веттинов, старший сын Иоганна Твёрдого.
- Пири-реис — османский (турецкий) мореплаватель, адмирал и картограф.
- Серлио, Себастьяно — итальянский архитектор-маньерист позднего Ренессанса из Школы Фонтенбло. Один из ведущих теоретиков архитектуры своей эпохи.
- Лев Африканский — арабский географ и путешественник.
- Конец года — Юсуф, бей Ногайской Орды[40].
- Булгаков-Голицын Михаил Иванович — воевода и боярин[41].